# Buxus capuronii
Buxus capuronii är en buxbomsväxtart som beskrevs av George Edward Schatz och Lowry. Buxus capuronii ingår i släktet buxbomar, och familjen buxbomsväxter. Inga underarter finns listade i Catalogue of Life.
Den är endemisk för Madagaskar och är endast känd från typexemplaret från Mahajanga. Den är uppkallad efter den franske botanikern René Paul Raymond Capuron.